# Calamomyia tiliaginea
Calamomyia tiliaginea är en tvåvingeart som först beskrevs av Ephraim Porter Felt 1908.  Calamomyia tiliaginea ingår i släktet Calamomyia och familjen gallmyggor. Inga underarter finns listade i Catalogue of Life.